# Marco Gerardo Monroy Cabra
Marco Gerardo Monroy Cabra (Chiquinquirá, Boyacá; 6 de julio de 1940-Bogotá, 19 de diciembre de 2019) fue un abogado egresado de la Universidad del Rosario, especializado en derecho internacional, doctor en jurisprudencia, internacionalista, juez, magistrado y presidente de la Corte Constitucional de Colombia, catedrático, profesor y escritor colombiano.

## Biografía
Fue un ilustre jurista colombiano, reconocido maestro, magistrado y plenipotenciario hijo del Claustro, cuya obra es fundacional para el derecho internacional en Colombia y quien labró el camino para que el área de derecho internacional de la Facultad de Jurisprudencia de la Universidad del Rosario obtuviera su reconocimiento nacional e internacional. Sus obras abarcan los temas más recientes del derecho internacional público, derecho internacional de los Derechos Humanos, Corte Penal Internacional, derecho internacional económico, derecho internacional privado y derecho de la integración.

## Estudios realizados
- 1958 - 1962 Doctor en Jurisprudencia, Universidad del Rosario
- 1960 Especializado en Derecho Internacional y Diplomacia, Instituto de Estudios Diplomáticos e Internacionales de la Universidad Jorge Tadeo Lozano
- 1962 Especializado en Derecho Laboral, Universidad Javeriana
- 1967 y 1989 Auditor Diplomado, Academia de Derecho Internacional de La Haya, sesiones exteriores en Buenos Aires, Argentina y Bogotá, Colombia.
- 1969 Diplomado en Derecho de Menores, Universidad del Sagrado Corazón, San Juan, Puerto Rico.

## Experiencia profesional
- 1963 Abogado del Banco de Comercio
- 1980 - 1982 Ejercicio independiente de la abogacía a nivel nacional e internacional
- 1993 - 1995 Consultor del Banco Interamericano de Desarrollo en programas de administración de justicia
- 1993 - 1995 Consultor de la Agencia Internacional de Desarrollo en programas de administración de justicia
- 1993 - 1999 Ejercicio independiente de la abogacía a nivel nacional e internacional

## Experiencia docente
- 1995 - 2001 Decano de la Facultad de Jurisprudencia.Universidad del Rosario
- 1996 Profesor Emérito y profesor Honorario de la Universidad del Rosario
- 1965 - presente Profesor Universidad del Rosario

### Profesor en universidades en Colombia
- Universidad Externado de Colombia
- Universidad de los Andes (Colombia)
- Pontificia Universidad Javeriana
- Universidad Libre (Colombia)
- Universidad La Gran Colombia
- Universidad Santo Tomás (Colombia)
- Universidad Sergio Arboleda
- Universidad Militar Nueva Granada
- Academia Superior de Policía

### Profesor invitado en universidades extranjeras
- 1990 Profesor invitado al curso de derecho internacional del Comité Jurídico Interamericano, Río de Janeiro.
- 1990 - 1993 Profesor invitado por:
- Universidad Americana (Washington D. C.)
- Universidad Nacional de Costa Rica
- Universidad de Lima
- Universidad Nacional Autónoma de Honduras
- Universidad de Naciones Unidas

### Asignaturas dictadas
- Introducción al Derecho
- Derecho Internacional Público
- Derecho Internacional Privado
- Derecho Procesal Civil
- Teoría General de la Prueba
- Obligaciones

## Carrera judicial
- 1963 - 1965 Juez Promiscuo Municipal de La Calera.
- 1963 - 1965 Juez 12° Civil Municipal de Bogotá.
- 1966 - 1970 Juez 7° y 2° Civil del Circuito de Bogotá.
- 1970 - 1977 Presidente de la Sala Civil y Magistrado del Tribunal Superior de Bogotá
- 1977 Magistrado de la Sala Constitucional de la Corte Suprema de Justicia de Colombia (en interinidad).
- 1982 - 1989 Presidente y Magistrado del Tribunal Disciplinario.
- 1989 Vicepresidente del Consejo Superior de la Administración de Justicia.
- 2002 - 2003 Presidente de la Corte Constitucional de Colombia
- 2001 - 2009 Magistrado de la Corte Constitucional de Colombia

## Pertenencia a organizaciones e instituciones académicas
- Miembro de Número y Presidente de la Academia Colombiana de Jurisprudencia
- Miembro de la Sociedad de Legislación Comparada de París.
- Miembro de la American Society of International Law.
- Miembro del Instituto Iberoamericano de Derecho Procesal.
- Miembro correspondiente de la Academia Argentina de Derecho Internacional.
- Miembro Mayor de la Federación Interamericana de Abogados.
- Miembro Fundador y exvicepresidente del Instituto Interamericano de Derechos Humanos, San José, Costa Rica.
- Miembro de la Comisión Interamericana de Derechos Humanos
- Miembro de la Asociación Iberoamericana de Ciencias Sociales.
- Miembro de la International Law Association.

## Obras publicadas
Monroy Cabra no solo se ha destacado como jurista sino que también ha sido un prolífico escritor, ensayista, columnista y autor de varias obras jurídicas.

### Libros
- 1973 Introducción al derecho
- 1973 Tratado de Derecho Internacional Privado, Edit. temis
- 1974 Principios de derecho procesal civil
- 1975 Régimen Concordatorio Colombiano, Edit. Temis
- 1977 Introducción al Derecho, Edit. Temis, 4a Edic.
- 1977 Introducción al Derecho Internacional Laboral, Ediciones Rosatistas
- 1977 Matrimonio Civil y Divorcio en la Legislación Colombiana, Edit. Temis
- 1978 Derecho de los Tratados, Edit. Temis
- 1980 Los derechos humanos
- 1982 Arbitraje comercial
- 1982 Manual de derecho internacional público
- 1984 Lecciones de ética de la abogacía
- 1985 Ética del abogado
- 1987 El diferendo colombo-venezolano
- 1987 Régimen jurídico de la extradición
- 1993 Derecho de familia y de menores
- 1993 El sistema interamericano
- 1996 Solución pacífica de controversias internacionales
- 1998 Derecho internacional público
- 2001 Derecho Procesal Civil, Edit. Librería Ediciones del Profesional
- 2001 Desaparición forzada de personas: análisis jurídico de los instrumentos internacionales y de la Ley colombiana 589 del 2000 sobre desaparición forzada de personas

derecho internacional monetario

### Artículos Revista de Universidad del Rosario
- La Autoridad del los Tratados en sus Relaciones con el Derecho Interno, Primera Parte, números 493 y 494 (1973), págs. 43 a 60.
- La Autoridad de los Tratados en sus Relaciones con el Derecho Interno, Segunda Parte, números 495 a 496 (1973), págs. 65 a 78.
- La Noción del Derecho, número 469 (1965), págs. 51 a 61.
- Los Tratados Internacionales en Derecho Colombiano, Volumen Especial (1979), págs. 7 a 37.
- La Acción de Tutela y la Educación: Desacato y Consecuencias Punitivas, diciembre de 1995, Volumen 88, números 569 y 570, págs. 65 a 74.
- La Enseñanza de la Ética como Misión de las Facultades de Derecho, enero a junio de 1996, Volumen 89, números 571 y 572, págs. 58 a 73.

### Artículos Revista Cancillería de San Carlos
- Perspectivas del Sistema Interamericano, número 9, agosto de 1991, págs. 41 a 55.
- Validez de la Intervención de Estados Unidos en Panamá, Según el Derecho Internacional, número 6, marzo de 1991, págs. 43 a 50.
- Las Relaciones Internacionales en la Constitución Colombiana de 1991, número 3, mayo de 1992, págs. 7 a 17.
- Un Estado No Puede Ejercer Actos de Soberanía en Otro Estado, número 16, diciembre de 1992, págs. 20 a 25.

### Artículos Revista de la Academia Colombiana de Jurisprudencia
- Colombia y Convenios de OIT, números 218, 219 y 220, julio a diciembre de 1977.
- Salvaguardias Constitucionales en el Proceso Penal Interamericano, números 270, 271 y 272, enero a julio de 1986.
- Aborto, números 230, 231 y 232, julio a diciembre de 1979.
- ¿Está en Crisis el Principio de la Autonomía de la Voluntad?, números 236, 237 y 238, julio a diciembre de 1980.
- Nuevo Derecho de Menores, números 221, 222 y 223, enero a junio de 1978.
- Influencia de la Corte Internacional de Justicia en el Desarrollo del Derecho Internacional, números 210 y 211, enero a junio de 1976.
- Constitución de Estados Unidos de América y su Influencia en el Desarrollo Público, números 278 y 279, julio a diciembre de 1987.
- Derechos Humanos y Democracia Representativa, números 227, 228 y 229, enero a junio de 1979.
- Litigio Colombo-Venezolano, números 240, 241 y 242, enero a junio de 1981.
- La Cultura de la Muerte: Reflexiones sobre el Drama de Colombia, número 310, noviembre de 1997, páginas 1 a 11.

### Artículos Revista The American University Law Review
- Rights and Duties Established by the American Convention on Human Rights (Derechos y Deberes Establecidos por la Convención Americana sobre Derechos

Humanos), volumen 30, otoño de 1980, páginas 21 a 63. 

### Estudios en Libros Homenaje a Juristas Destacados a Nivel Internacional
- Libro Homenaje a Werner Goldschmidt, Universidad Central de Venezuela, Caracas, 1997.
- Estudio sobre “Eficacia Extraterritorial de las Sentencias y Laudos Arbitrales Extranjeros en el Sistema Interamericano”, páginas 539 a 568.
- Liber Amicorum en Homenaje a Héctor Gross Espiell, 1997, Bruylant, Bruselas.
- Estudio sobre “Los Derechos Humanos en la Constitución Colombiana de 1991”, Volumen 1, págs. 863 a 878.
- El Derecho Internacional en un Mundo en Transformación. Liber Amicorum en Homenaje a Eduardo Jiménez de Aréchaga, Fundación de Cultura Universitaria, Montevideo, Uruguay, 1994.
- Estudio sobre “Solución de Controversias en el Sistema Interamericano”, Volumen II, págs. 1201 a 1227.
- Derechos Humanos en las Américas, Libro Homenaje a Carlos A. Dunshee de Abranches, 1984.
- Estudio sobre “Aplicación de la Convención Americana sobre Derechos Humanos en el Orden Jurídico Interno”, págs. 135 a 145.
- Ensayos Jurídicos, Liber Amicorum en Homenaje a Carlos Holguín Holguín, Ediciones Rosaristas, 1996.
- Estudio “El Derecho Internacional en un Mundo en Transformación: Nuevos Desarrollos”, págs. 377 a 406.
- Libro Homenaje al Profesor Carlos Holguín Holguín. Introducción a los estudios de derecho internacional del Profesor Carlos Holgín Holguín.